# Atentado de Daca de 2016
El atentado de Daca en julio de 2016 fue un ataque terrorista llevado a cabo en un restaurante del barrio Gulshan de Daca (Bangladés).
En la noche del 1 de julio de 2016, más de cinco asaltantes abrieron fuego sobre el restaurante y panadería Holey Artesan Bakery en el rico barrio de Gulshan en Daca, capital de Bangladés. Lanzaron igualmente granadas, tomaron varias decenas de rehenes y mataron al menos a un agente de policía en el tiroteo con la policía.

## Contexto
Desde 2013, Bangladés ha conocido un aumento de los ataques islámicos contra blogueros que defienden ideas progresistas, laicos y personas pertenecientes a minorías religiosas.
Gulshan es un barrio rico de Daca donde se encuentran las sedes de numerosas embajadas.

## Ataque
El ataque comenzó aproximadamente a las 20 45 p. m. hora local. Al menos nueve asaltantes entraron en el restaurante armados con explosivos y ametralladoras. Uno de los atacantes tenía una espada. Abrieron fuego e hicieron estallar varias granadas antes de tomar numerosos rehenes entre los comensales, casi todos extranjeros. Se enzarzaron en un tiroteo con la policía, hiriendo a varios agentes, uno de los cuales falleció. Las fuerzas de seguridad (policía, ejército, Batallón de Acción Rápida) habían acordonado la zona en torno al restaurante y lanzaron un asalto final a primera hora de la mañana, sobre las 8 a. m., durante el que se liberó a trece rehenes, murieron seis terroristas y uno fue capturado vivo.

## Balance
Veinte civiles, seis asaltantes y dos policías murieron, mientras que 50 personas más, en su mayoría agentes policiales, fueron heridos,. La lista de muertos incluye un comisario adjunto de la dirección general de la policía metropolitana de Daca y el oficial responsable de la estación de policía de proximidad de Banani,. Las víctimas civiles fueron casi todas ciudadanos japoneses e italianos. El ejército de Bangladés informó que los 20 rehenes muertos en el ataque eran extranjeros, y que habían sido «asesinados brutalmente a machetazos con armas cortantes» por los terroristas.

## Reivindicación
El Estado islámico reivindicó el ataque el mismo día y la agencia de prensa Amaq, ligada al EI, difunde las fotos de cinco de los asaltantes. Los autores del ataque  eran todos bangladesíes y jóvenes universitarios procedentes de familias acomodadas salvo uno, hijo de un obrero. Asaduzzaman Khan (en), ministro de Interior, acusa no obstante al grupo terrorista local Jamayetul Mujahideen y niega la presencia del Estado Islámico en Bangladés.